# Merodontina insula
Merodontina insula là một loài ruồi trong họ Asilidae. Merodontina insula được Scarbrough & Hill miêu tả năm 2000. Loài này phân bố ở miền Ấn Độ - Mã Lai.